# Rosendo Dalmau
Rosendo Dalmau (Barcelona, 1836 - Madrid, 17 de abril de 1902) fue un famoso tenor, director escénico y libretista de zarzuelas. Fue uno de los tenores más conocidos de zarzuela grande de la segunda mitad del siglo XIX.

## Biografía
Hijo de un conocido médico de Barcelona, se inició en el teatro en la compañía de Manuel Catalina y Matilde Díaz, pasando más tarde a la compañía de Valero, el cual trabajaba para el Gran Teatro del Liceo.
Estudió música en el Conservatorio del Liceo de Barcelona. Empezó su carrera como tenor en la década de 1860, de la mano de Luis Olona di Franco, el empresario del Teatro Principal. Apareció en las zarzuelas de compositores importantes, como por ejemplo Francisco Asenjo Barbieri y Manuel Fernández Caballero, tanto en Madrid como Barcelona.
En el Gran Teatro del Liceo aparece su nombre como actor de declamación y director teatral en los libretos de obras allí estrenadas en la temporada 1859-1860. Entre los libretos mencionados se encuentran cuatro obras de estilo patriótico dedicadas a los voluntarios del Batallón Catalán del Marruecos, las cuatro con música de Francesc Porcell y libreto de Josep Antoni Ferrer Fernández, que se publicaron bajo el nombre común de Los Catalans en Àfrica (Los catalanes en África):
- A l'Àfrica, Minyons! (26 de noviembre de 1859)[7]
- Minyons, ja hi som!
- Ja hi van a l'África (29 de enero de 1860)[8]
- Ja tornan! (1860)

Cantó también en el Gran Teatro del Liceo de Barcelona, en la temporada 1871-1872.
A lo largo de su carrera de tenor llegó a estrenar unas 45 zarzuelas. A comienzos de la década de 1880 formó compañía de zarzuela, en la cual hacía de director, de tenor o de actor de declamación.
El año 1883 murió su primera esposa, a causa de una pulmonía. Se casó en segundas nupcias con Adela Martínez, hija del periodista, poeta satírico y político Juan Martínez Villergas (1816-1894), quien era conocido en su época simplemente como Villergas.
Después de perder la voz, consiguió una plaza en el Teatro de la Zarzuela de Madrid, que según Manuel Fernández de la Puente, gerente del teatro, se tuvo que inventar expresamente para él, el estar todas las plazas importantes ya cubiertas: inspector artístico.
En el año 1896 se anunció por error su muerte, y el diario barcelonés La Vanguardia le dedicó un artículo que reproduciría parcialmente a raíz de su muerte, en 1902.
Murió en la más absoluta pobreza en el Asilo de las Hermanitas de los Pobres de Madrid, ciego y casi sin voz, siendo enterrado en el Cementerio del Este de la ciudad, corriendo los gastos del entierro a cargo de sus amigos artistas.

## Obras
Como libretista fue autor (en algún caso coautor) de:
- Un solo que nace y un solo que muere (sobre una comedia de José de Echegaray de 1880).
- Amor que empieza y amor que acaba (año 1879).[18]
- El capitán Merimac (coautor, año 1885).[19]
- Haz bien... (1881).[20]
- Un minué (1881).[21]
- La condesita (coautor, 1888).[22]